# شتيفان ميتس
ستيفان ميتز (بالألمانية: Stefan Metz)‏ هو لاعب هوكي الجليد ألماني، ولد في 15 أكتوبر 1951 في كاوفبويرن في ألمانيا.

## وصلات خارجية
- شتيفان ميتس على موقع EliteProspects.com (الإنجليزية)
- شتيفان ميتس على موقع Eurohockey.com (الإنجليزية)
- شتيفان ميتس على موقع اللجنة الأولمبية الدولية (الإنجليزية)
- شتيفان ميتس على موقع أوليمبيديا (الإنجليزية)